# Referendum o neodvisnosti Ferskih otokov (1946)
Referendum o neodvisnosti Ferskih otokov je potekal 14. septembra 1946. Rezultat je bil 48,7 % (5.660 glasov) v prid neodvisnosti in 47,2 % (5.499 glasov) proti neodvisnosti. 481 glasov oziroma 4.1% je bilo prazni ali neveljavnih. Ferski otoki so neodvisnost razglasili 18. septembra 1946; vendar je Danska 20. septembra razglasila referendum za neveljaven, temu je na ukaz danskega kralja  Kristijana X. Danskega sledila tudi razpustitev ferskega Løgting 24. septembra. Po razpustitvi Løgtinga so 8. novembra sledile Ferske parlamentarne volitve 1946 na katerih so stranke v prid neodvisnosti Ferskih otokov prejele 5.396, stranke, ki pa so bile proti, pa kar 7.488 glasov. Danska je na ponovno rast zanimanja za neodvisnost odgovorila tako, da je 30. marca leta 1948 Ferskim otokom podelila samoupravo.